# Ernst von Richter
Ernst Friedrich Hermann Richter, seit 1908 von Richter (* 10. Januar 1862 in Berlin; † 4. Februar 1935 ebenda) war ein deutscher Verwaltungsjurist und Politiker (Deutsche Volkspartei).

## Herkunft
Seine Eltern waren der Geheime Regierungsrat Ludwig Ferdinand Richter (* 17. September 1805; † 15. März 1881) und dessen Ehefrau Marie Margarete Henriette Koch  (* 21. August 1827; † 17. Januar 1862).

## Leben
Er besuchte das Luisenstädtische Gymnasium in Berlin. Nach dem Abitur (1879) studierte er zwei Semester Rechts- und Staatswissenschaften an der Friedrich-Wilhelms-Universität Berlin, danach an der Eberhard-Karls-Universität Tübingen.  Dort wurde er 1880 Mitglied des Corps Rhenania. Unter seinem „vorzüglich geführten“ Seniorat wurden die alten Verhältnisse gebrochen und der Anschluss an den blauen Kreis festgelegt. Nach acht Mensuren ging er als Inaktiver im Wintersemester 1881/82 nach Berlin zurück, wo er am 6. Oktober 1882 das Referendarexamen bestand. Ab Oktober 1883 diente er als Einjährig-Freiwilliger beim Altpreußischen Infanterieregiment No. 24 in Neuruppin, dessen Reserveoffizier er später wurde. Nach dem am 29. Februar 1888 bestandenen Assessorexamen und längeren Reisen nach Belgien und England war er Gerichtsassessor in Berlin und Gransee.
1891 wechselte er in den Verwaltungsdienst der Krone Preußen. 1892 heiratete er Clara von Blum aus Lüneburg. In Minden wurde er 1895 Regierungsrat. 1897 wurde er zum Oberpräsidium der Provinz Ostpreußen versetzt. 1900 wurde er als Hilfsarbeiter in das preußische Innenministerium einberufen. 1901 wurde er zum Geh. Regierungsrat und vortragenden Rat, 1904 zum Oberregierungsrat ernannt.
In Gotha war er vom 19. Mai 1905 bis zum 5. Mai 1914 Staatsminister des Herzogtums Sachsen-Coburg und Gotha, das er zugleich im Bundesrat vertrat. Mit der Verleihung des Großkreuzes des Herzoglich Sachsen-Ernestinischen Hausordens erhielt er 1908 den erblichen Adel. Wegen eines Konflikts mit Herzog Carl Eduard schied er 1914 aus seinem Amt auf eigenen Antrag aus.
Im Ersten Weltkrieg betätigte er sich zunächst in der Kriegswirtschaft und im Deutschen Roten Kreuz. Seit 1917 Oberpräsident der preußischen Provinz Hannover, behielt er auch nach der Novemberrevolution im Freistaat Preußen das Amt, wurde aber 1920 wegen seiner zu rechts gerichteten Gesinnung verabschiedet. Als die Deutsche Volkspartei 1921 in die Preußische Regierung eintrat, wurde Richter am 7. November 1921 als preußischer Staats- und Finanzminister der Finanzen in der von Ministerpräsident Otto Braun geführten Landesregierung. Er verstand es, nicht nur die Finanzen befriedigend durch die Deutsche Inflation 1914 bis 1923 zu bringen, sondern auch erhebliche Ersparnisse anzusammeln. Als er am 6. Januar 1925 aus dem Amt schied, wies der Rechnungsabschluss des Etats einen Überschuss von 240 Millionen Reichsmark auf.

## Familie
Richter heiratete am 20. August 1892 in Minden Klara (Clara) Marie Georgine Adolfine von Blum (* 18. April 1872). Das Paar hatte mehrere Kinder:
- Elisabeth Klara Marie (* 5. August 1893) ⚭ 1916 Freiherr Hans Heinz von Wangenheim (* 30. Juni 1889; † 7. August 1981), Besitzer des Schieferschlossgutes in Sonneborn[3]
- Werner Ludwig Wilhelm (* 24. Januar 1896; † 29. November 1954), Leutnant d. R., Direktor der Dresdner Bank ⚭ (1926 in Berlin) Erna Troost (* Melbourne 13. Dezember 1904), Tochter Beatrice (* Berlin 15. Juni 1931).

## Abgeordneter
Schon früher führendes Mitglied der Nationalliberalen Partei, wurde er 1919 Mitgründer der Deutschen Volkspartei. In der Weimarer Republik war er von 1919 bis 1921 Mitglied der Verfassungsgebenden Preußischen Landesversammlung.  Als Abgeordneter für Hannover-Süd und später Düsseldorf-West saß er anschließend bis 1928 im Preußischen Landtag. Nach der Verabschiedung als Minister und Beendigung seines Landtagsmandats lebte er als Verwaltungsrechtsrat in Berlin.

## Ehrungen
- Dr. phil. h. c. der Universität Jena (1908)
- Ehrenmitgliedschaft des Corps Rhenania Tübingen (1912)
- Großkreuz des Albrechts-Ordens
- Großkreuz des Oldenburgischen Haus- und Verdienstordens des Herzogs Peter Friedrich Ludwig
- Hausorden vom Weißen Falken
- Bulgarischer Verdienstorden
- Waldecksches Verdienstkreuz I. Klasse
- Großkreuz des Verdienstordens vom Heiligen Michael
- Eisernes Kreuz II. Klasse
- Rote Kreuz-Medaille II. Kasse
- Roter Adlerorden II. Klasse mit Stern
- Kronenorden (Preußen) II. Klasse am weißen Bande
- Wirkl. Geh. Rat mit dem Titel Exzellenz